# 1991 VE5
1991 VE5 är en asteroid i huvudbältet som upptäcktes den 4 november 1991 av den japanska astronomen Satoru Otomo i Kiyosato.
Asteroiden har en diameter på ungefär 4 kilometer.